# Rudolf Peierls
Rudolf Ernst Peierls (5 juin 1907 - 19 septembre 1995) est un physicien théoricien allemand. Il s'installa en Angleterre en 1933, et y fit tout le reste de sa carrière universitaire. Il a été anobli en 1968.

## Biographie
Peierls est né à Berlin en 1907 dans une famille juive, son père était ingénieur. Il étudia la physique aux universités de Berlin, Munich (avec Sommerfeld) et Leipzig (avec Heisenberg) : il y obtiendra son doctorat en 1929. Il partit ensuite pour Zurich comme assistant de Pauli. S'ensuivit un grand nombre de brefs séjours dans tous les grands centres de physique théorique d'Europe, Russie incluse. C'est d'ailleurs lors d'une conférence à Odessa qu'il rencontra sa future femme, Genia.
En 1933, il obtint une bourse de l'institut Rockefeller et partit en Angleterre, où il travailla aux universités de Manchester et de Cambridge. De 1937 à 1963, il fut professeur titulaire à l'université de Birmingham, nommé d'abord sur la chaire de mathématiques appliquées (1937-1945), puis sur celle de physique mathématique (1945-1963). En 1940, il coproduit le Mémorandum de Frisch et Peierls démontrant la faisabilité d'une bombe atomique transportable par avion. En août 1943, il fut recruté pour participer au Projet Manhattan aux États-Unis. Ce fut lui qui assembla manuellement les éléments de la future Little Boy, la bombe larguée sur Hiroshima.
Après la guerre, il retourna en Angleterre, à l'université d'Oxford, où il fut nommé professeur Wykeham de physique théorique en 1963, jusqu'à sa retraite en 1974.
En physique du solide, il a laissé son nom à la distorsion de Peierls. Il aida Egon Orowan à évaluer la force nécessaire pour déplacer une dislocation, ce qui sera ensuite précisé par Frank Nabarro (en) et appelé la force de Peierls-Nabarro (en). L'équation cinétique qui décrit le transfert des phonons dans les cristaux a été nommée équation de Boltzmann-Peierls.

## Distinctions
Pour ses travaux scientifiques, il a reçu les prix suivants :
- Médaille Lorentz (1962)
- Médaille Max-Planck (1963)
- Prix Enrico Fermi (1980)
- Prix Dirac (1991)
- Médaille Guthrie (en)

## Publications
- Bird of passage: Recollections of a Physicist, Princeton University Press (1985)  (ISBN 0-691-02416-2). Autobiographie.
- Atomic histories - A walk through the beginnings of the atomic age with one of its true pionner, collection Masters of modern physics, Springer-Verlag/AIP Press (1997)  (ISBN 1-56396-243-8). Recueil d'essais non-techniques écrits par l'auteur tout au long de sa carrière, réunis dans ce volume-hommage édité par l'American Institute of Physics.
- The laws of nature, The Scientific Book Guild (1955).
- Surprises in theoretical physics, Princeton university press (1979)  (ISBN 0-691-08242-1)
- More surprises in theoretical physics, Princeton university press (1991)  (ISBN 0-691-02522-3)
- (en) R. H. Dalitz et Sir Rudolf Peierls, Selected Scientific Papers of Sir Rudolf Peierls (with commentary), vol. 19, World Scientific Series in 20th Century Physics, 1997 (ISBN 981-02-2693-4, lire en ligne)